# Хуанде Рамос
Хуанде Рамос (Педро Муњоз, Сијудад Реал, 25. септембра 1954) је бивши шпански фудбалер, који се након играчке каријере посветио тренерском послу, тренутно шеф стручног штаба шпанског прволигаша Малаге.

## Највећи успеси

### Логроњес
- Друга лига Шпаније : вицепрвак 1995/96. (промоција у виши ранг)

### Рајо Ваљекано
- Друга лига Шпаније : пето место 1998/99. (промоција у виши ранг)

### Севиља
- Куп Шпаније (1) : 2006/07.
- Суперкуп Шпаније (1) : 2007.
- Куп УЕФА (2) : 2005/06, 2006/07.
- УЕФА суперкуп (1) : 2006.

### Тотенхем
- Енглески Лига куп (1) : 2007/08.

### Дњепро Дњепропетровск
- Првенство Украјине : вицепрвак 2013/14.

## Индивидуална признања
- Трофеј Мигела Муњоза (1) : 2006/07.